# Тевфик, Фериха
Фериха Тевфик Негуз (тур. Feriha Tevfik Negüz; 1910, Стамбул — 22 апреля 1991, Стамбул) — турецкая актриса кино.

## Биография
В 1929 году на впервые проводящемся конкурсе «Мисс Турция» заняла первое место, обойдя 124 других претенденток. Второй раз принимала участие в конкурсе в 1932 году, где заняла второе место (после Кериман Халис Эдже). В 1929 году Фериха дебютировала в кинокартине Kaçakçılar («Контрабандисты»). Всего актриса снялась в 9 художественных фильмах. Кроме этого, Фериха также выступала в городском театре в Анкаре.
Трижды была замужем. Скончалась 22 апреля 1991 года от инсульта.

## Фильмография
| Год  | Русское название           | Оригинальное название    | Роль                  |
| ---- | -------------------------- | ------------------------ | --------------------- |
| 1929 | Контрабандисты             | Kaçakçılar               |                       |
| 1932 |                            | Bir Millet Uyanıyor      |                       |
| 1933 |                            | Karım beni aldatırsa     |                       |
| 1933 |                            | Leblebici Horhor Ağa     |                       |
| 1934 |                            | Milyon avcıları          |                       |
| 1935 | Айсель — девушка из залива | Aysel Bataklı Damın Kızı | Гульсум (тур. Gülsüm) |
| 1939 |                            | Allahın Cenneti          |                       |
| 1939 |                            | Tosun Paşa               |                       |
| 1939 |                            | Bir Kavuk Devrildi       |                       |